# Svetinja (Papež)
Drama Franceta Papeža Svetinja je bila objavljena v reviji Meddobje leta 1995.  Zgodba se odvija v dveh časovnih obdobjih. Najprej sledimo dogajanju na začetku maja 1945, nato pa spremljamo dogodke 45 let kasneje v Buenos Airesu. 

## Osebe
- Peter, vodnik
- Janez, Tone, Ciril, Dane, Tomaž (Anin sin), vstajniki
- Ana Zablatnik
- Lovre, njen sin
- Tereza, njegova hčerka, poročena v zdomstvu
- Ignacij, Terezin mož
- Marjeta, Lucija, Terezini hčerki
- Okoličani z Grahovega, Vstajniki, Zavojevalci

## Povzetek

### 1. dejanje
Četa vstajnikov se umika na Koroško, na poti padejo v sovražno zasedo. Junaško sprejmejo boj, Tomaž razvija zastavo, ko ga zadene krogla. Ranjenega zaloti Zavojevalec, ga spozna, ga opsuje kot izdajalca in ga zabode. Tomaž se zavije v zastavo in umre.

### 2. dejanje
Okoličani pokopavajo žrtve boja. Ana išče svojega sina Tomaža in ga najde mrtvega. Pokrije ga s svojo ruto, krvavo zastavo pa si pridrži v boleč spomin.

### 3. dejanje
Ana v tujini skrbi, da slovenstvo v njeni družini ne zamre. Ko jo vnukinji prosita, naj jima pove kaj o slovenski zastavi, Ana objame žaro, v kateri vsa ta leta skrbno hrani zastavo, namočeno v sinovo kri. Vnukinji razumeta, da je zastava svetinja, znamenje slovenskega junaštva in vere v prihodnost.

### 4. dejanje
Okrog težko bolne Ane je zbrana vsa družina. Ana se spominja svojih dragih, rada bi se poslovila tudi od zastave, ki se je vsa ta leta ni dotaknila; prosi, naj jo razgrnejo. Ko otroci to store, so no zastavi namesto krvavih lis rdeče vrtnice: iz krvi in bolečin je zraslo cvetje, znamenje sožitja in svobode. 